# Jean-Baptiste Moulin
Jean-Baptiste Moulin (Caen, 28 gennaio 1754 – Cholet, 8 febbraio 1794) è stato un generale francese.
Era fratello di Jean-François Moulin, con il quale intraprese la carriera militare. Dal 1771 al 1777 servì come soldato semplice nell'esercito reale. 
Allo scoppio della Rivoluzione francese entra nella guardia nazionale e nel 1792, è nominato generale-aiutante. 
Nel giugno 1793 chiede di partire per combattere le Guerre di Vandea e serve nell'armata delle coste di La Rochelle come aiutante di campo del fratello. Il 21 gennaio 1794 Turreau lo prende come comandante di una delle "Colonne infernali" e nominato generale di brigata, prende il comando della colonna più piccola, con 650 uomini. Parte da Ponts-de-Cé, incendia Mozé-sur-Louet, Saint-Laurent-de-la-Plaine e Saint-Christine (oggi Benet), ma risparmia Rochefort-sur-Loire e Saint-Aubin-de-Luigné. 
Il 29 gennaio, è a Cholet, dove Turreau gli dà l'ordine di accamparsi. Ma l'8 febbraio Moulin e i suoi uomini vengono attaccati dai 5 000 vandeani di Stofflet, le truppe repubblicane sono nel panico e Moulin viene raggiunto da due pallottole vandeane che però non lo uccidono. Per evitare di essere catturato si suicida con la sua pistola. 
Una leggenda sostiene che il cavallo di Moulin portasse un sottosella fatto della pelle di vandeani scuoiati; nonostante episodi del genere siano provati, non è certo che vi fosse coinvolto anche Moulin.
Dopo la morte del generale Moulin, Barère propose alla Convenzione Nazionale di innalzare un monumento in sua memoria, e così si fece, costruendone uno a Tiffauges. Dopo la morte di Nicolas Haxo, Barère propose anche di «alzare nel Panthéon una colonna di marmo, sulla quale saranno iscritti i nomi dei repubblicani che avranno fatto azioni eroiche e di incidere i nomi di Haxo e di Moulin per primi, con quest'iscrizione: "si diedero la morte per non cadere tra le mani dei monarchici"». Tuttavia questo non venne realizzato.